# Sue Maroroa
Sue Yuchan Maroroa Jones (* 4. März 1991 in Auckland; † 10. Mai 2023 in Sheffield, Vereinigtes Königreich) war eine neuseeländische Schachspielerin. Von Oktober 2012 bis zu ihrem Tod spielte sie für den englischen Schachverband.

## Leben
Sue Maroroa war von 2012 bis zu ihrem Tod mit dem englischen Schachgroßmeister Gawain Jones verheiratet und hatte mit ihm zwei Kinder. Sie war Schülerin des Auckland International College, machte in Christchurch eine Ausbildung zum Kindermädchen und zog dann nach London und arbeitete später für die Stadtverwaltung von Sheffield. Außer Schach spielte sie auch Rugby, und zwar für Sheffield Ladies RUFC – 1902.
Im Mai 2023 starb sie mit 32 Jahren an einer Sepsis infolge postpartaler Komplikationen kurz nach der Geburt ihres zweiten Kindes.

## Erfolge
Im Jahre 2006 gewann sie in Auckland die neuseeländische Einzelmeisterschaft der Frauen, 2007 in Bucklands Beach geteilt mit Mario Krstev und Edwin Yip die neuseeländische Jugendmeisterschaft. 2010 teilte sie sich den Titel bei der neuseeländischen Einzelmeisterschaft der Frauen mit Vineetha Wijesuriya.
Mit der neuseeländischen Frauennationalmannschaft nahm sie an fünf Schacholympiaden teil: 2002 in Bled am ersten Reservebrett, 2004 in Calvià am dritten Brett sowie 2006 in Turin, 2008 in Dresden und 2010 in Chanty-Mansijsk am zweiten Brett. Bei der Schacholympiade 2014 in Tromsø spielte sie am zweiten Brett der englischen Frauenmannschaft, bei der Schacholympiade 2018 in Baku am Reservebrett. Mit England nahm Maroroa außerdem an der Mannschaftseuropameisterschaft der Frauen 2017 in Limenas Chersonisou teil.
Vereinsschach spielte sie in Neuseeland für den Papatoetoe Chess Club. Papatoetoe ist ein südöstlicher Vorort von Auckland. In der britischen Four Nations Chess League (4NCL) spielte sie in der Saison 2008/09 für White Rose in der Division 1, 2010/11 für Bristol und 2012/13 für North East England jeweils in der Division 2 und von der Saison 2013/14 bis zur Saison 2018/19 wieder für White Rose in der Division 1. In Island spielte sie für Mátar. In Deutschland war Maroroa Mitglied des Münchener SC 1836, für dessen zweite Mannschaft sie zwischen 2016 und 2018 aktiv war.
Bei der Schacholympiade 2004 bekam sie für ihre Leistung von fünf Punkten aus neun Partien den Titel Meisterkandidat der Frauen (WCM) verliehen, beim Zonenturnier 2007 in Nadi den Titel FIDE-Meister der Frauen (WFM) und beim Zonenturnier 2009 in Gold Coast für ihren dritten Platz den Titel Internationaler Meister der Frauen (WIM). In der Four Nations Chess League 2013/14 erfüllte Maroroa eine Norm für den Titel eines Internationalen Meisters (IM) und besiegte dabei unter anderem den Großmeister Mark Hebden. Lange Jahre hatte sie die neuseeländische Elo-Rangliste der Frauen angeführt.